# ドラセナ属
ドラセナ属（ドラセナぞく、学名: Dracaena）は、スズラン亜科の属の一つで、原種および分布はアフリカ全土、ギニア北部を中心とした亜熱帯地域である。リュウケツジュ（竜血樹）属ともいう。この属の植物の中には、葉が美しく観葉植物として栽培されるものが多くある。学名はドラシーナと発音されている。

## 特徴
アフリカ熱帯地域原産の植物で非常に多くのバリエーションを持ち、アフリカ全土に分布し自生している低木種のみでも50種類以上が分布している。亜熱帯気候下においての生命力は極めて強靭で、19世紀のカナリア諸島において樹齢1000年以上の樹木が発見された記録もある。観葉植物として人気の高い種であり、人気の特徴として葉が美しいことに加え、幹が比較的柔らかく変形に強いので、自由な形での加工販売が可能である。

## 利用
強靭な生命力を持ち、インテリアとして気軽に栽培することが可能である。飲食店やオフィスなどでも多く見られ、クリーンなイメージで管理が容易なことから、公共施設や病院などでも見かけることがある。観葉植物として流通している種類としては、｢コンシンナ｣ ｢ソング・オブ・ジャマイカ｣ ｢サンデリアーナ｣などがあり、品種によって形状や葉の色などに微妙な違いがある。
栽培の難度も低く、鉢植えの場合は、土が乾いたらたっぷり水をやり、寒期は水やりを控えるなどの管理を怠らなければ長期栽培も十分に可能である。ハイドロカルチャーでの栽培も容易だが、繁殖させる場合は、夏期に取り木し、水挿して根を張ったら鉢植えに挿し木にする。日光は時々与えることも必要だが、耐陰性があるので頻繁でなくてもさほど問題ない。水挿しする際、幹の葉を破棄し、上部の葉のみを残して水挿しすれば、下記のミリオンバンブーとなる。

## 園芸品種・文化
中華文化圏、特に台湾では金運を呼ぶ植物とされており、何本も束にしてリボンと金色の鈴で装飾された鉢植えが縁起物の装飾品にされる。日本においても「万年竹」と称され愛されており、｢縁起の良い植物｣として世界的に人気が高い植物である。
多くの類似品種があり、中には専門家以外の者では判断し難い種類も存在する。特にコルディリネ属（Cordyline）とよく似ているので、園芸上「ドラセナ」といわれるものの中にはコルディリネ属のものが含まれていることがある。「ティ」と呼ばれるハワイで幸運の象徴として儀礼用の装飾品などに古来より使用されるコルディリネ・テルミナリス・ティが「ドラセナ」として紹介されることもあるが、これは外見や縁起物としての扱いが類似していることから発生した誤認である。
近年において園芸店や雑貨店などで見かける｢ミリオンバンブー｣の商品名で売られている物は、タケ亜科の仲間ではなく、葉を取り除き幹状態にしたドラセナ属のサンデリアーナDracaena sanderiana（和名ギンヨウセンネンボク）である。水挿しで容易に発根するため非常に育てやすく、安価で気軽に栽培できる人気種である。

## 主な種
- Dracaena fragrans - ドラセナ・マッサンゲアナ（Dracaena fragrans 'Massangeana'）…日本における「幸福の木」…はこの種に属する（ただし、本来の "goodluck plant" はCordyline fruticosa 'Ti' である。）。他に、ドラセナ・コンパクタ ( dracaena compacta )として扱われるものもこの種に属する（ただし、「パープル・コンパクタ」と呼ばれて扱われるものは、コルジリネ（Cordyline fruticosa 'Purple Compacta'）である。）。
- D. deremensis - D. fragrans のシノニム
- D. reflexa - 園芸品種としてソング・オブ・ジャマイカ（Song of Jamaica）、ソング・オブ・インディア（Song of India）等。
- D. draco - リュウケツジュ（龍血樹）。大木に成長する。幹を傷つけると赤い樹液が出る。
- D. sanderiana - ギンヨウセンネンボク。万年竹、ミリオンバンブー等の商品名で販売される。
- D. marginata - D. reflexa var. angustifolia とシノニムの関係（(英語版)参照）[2]。葉に赤い覆輪があるものが多く出回っており、ベニフクリンセンネンボク（英ではRed-edged Dracaena）の名で呼ばれる事がある[3]。園芸品種としてターザン（Tarzan）、マゼンタ（Magenta）、キウイ（Kiwi）等。
- D. concinna - トリカラー（Tricolor）、レインボー（Tricolor Rainbow）、ホワイトホリー（White Holli）等の園芸品種がある。D. marginata var. concinna はこの種のシノニムとされている[4][5]。

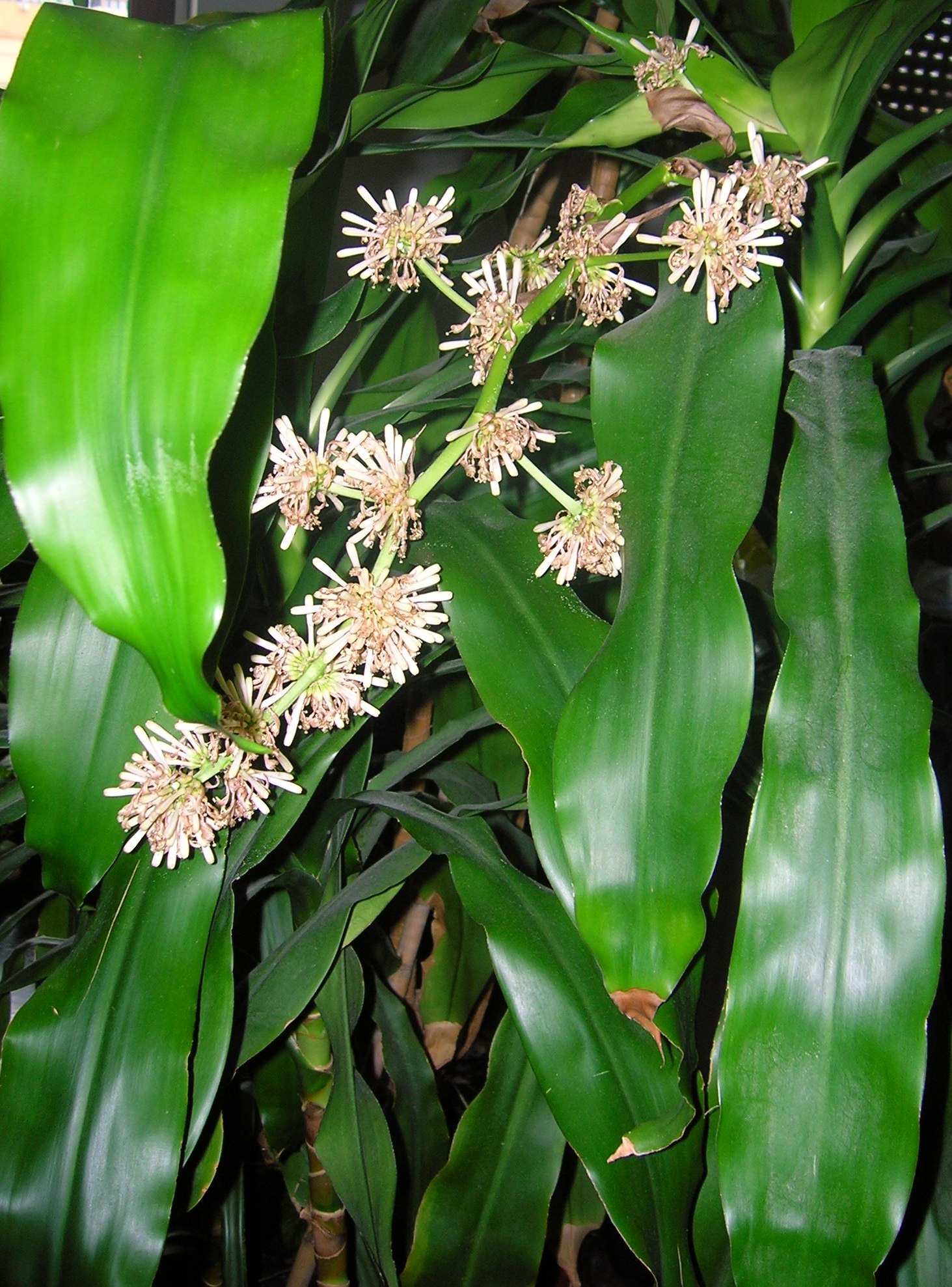
幸福の木 D. fragrans
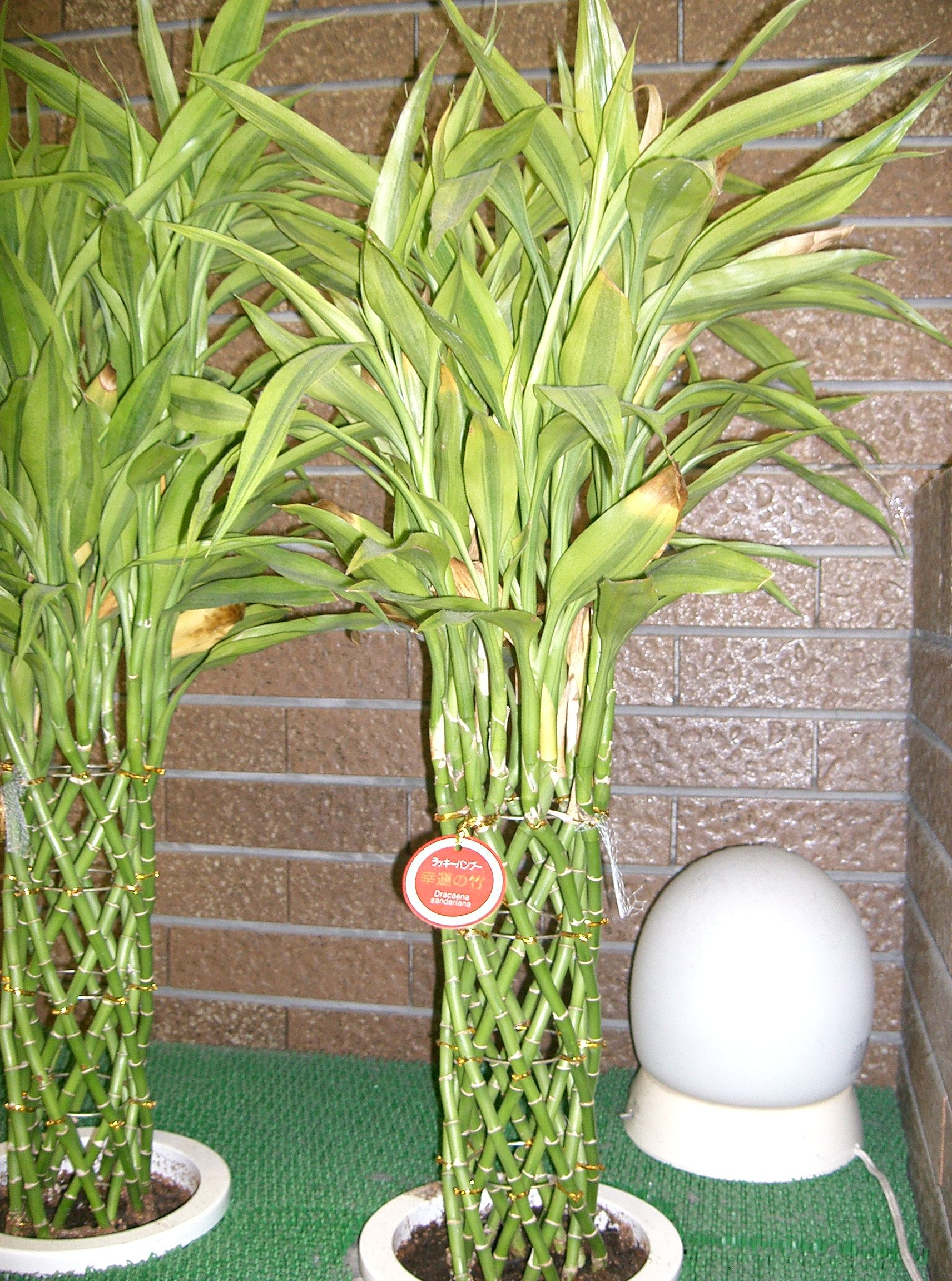
万年竹 D. sanderiana
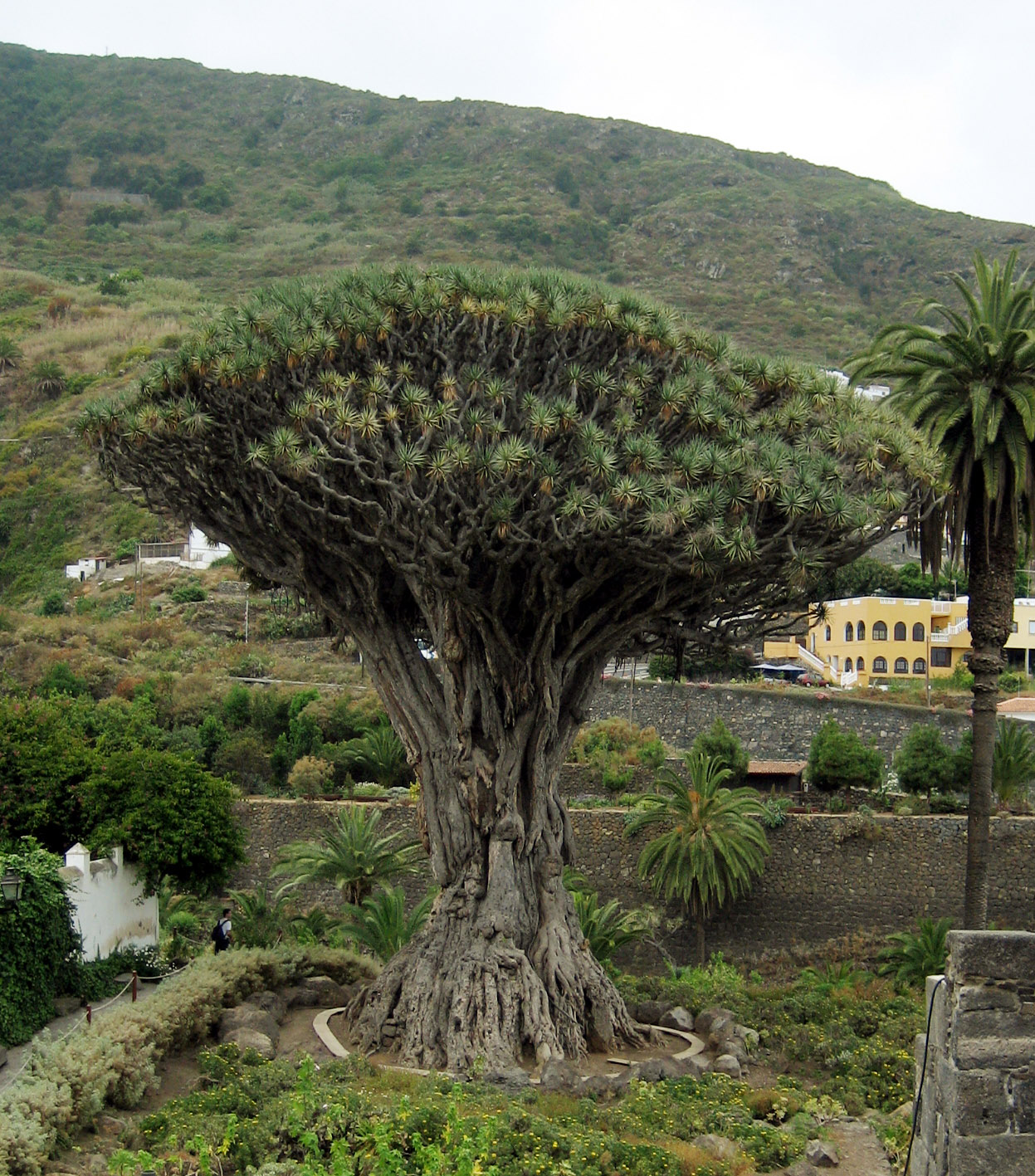
龍血樹の大木 D. draco
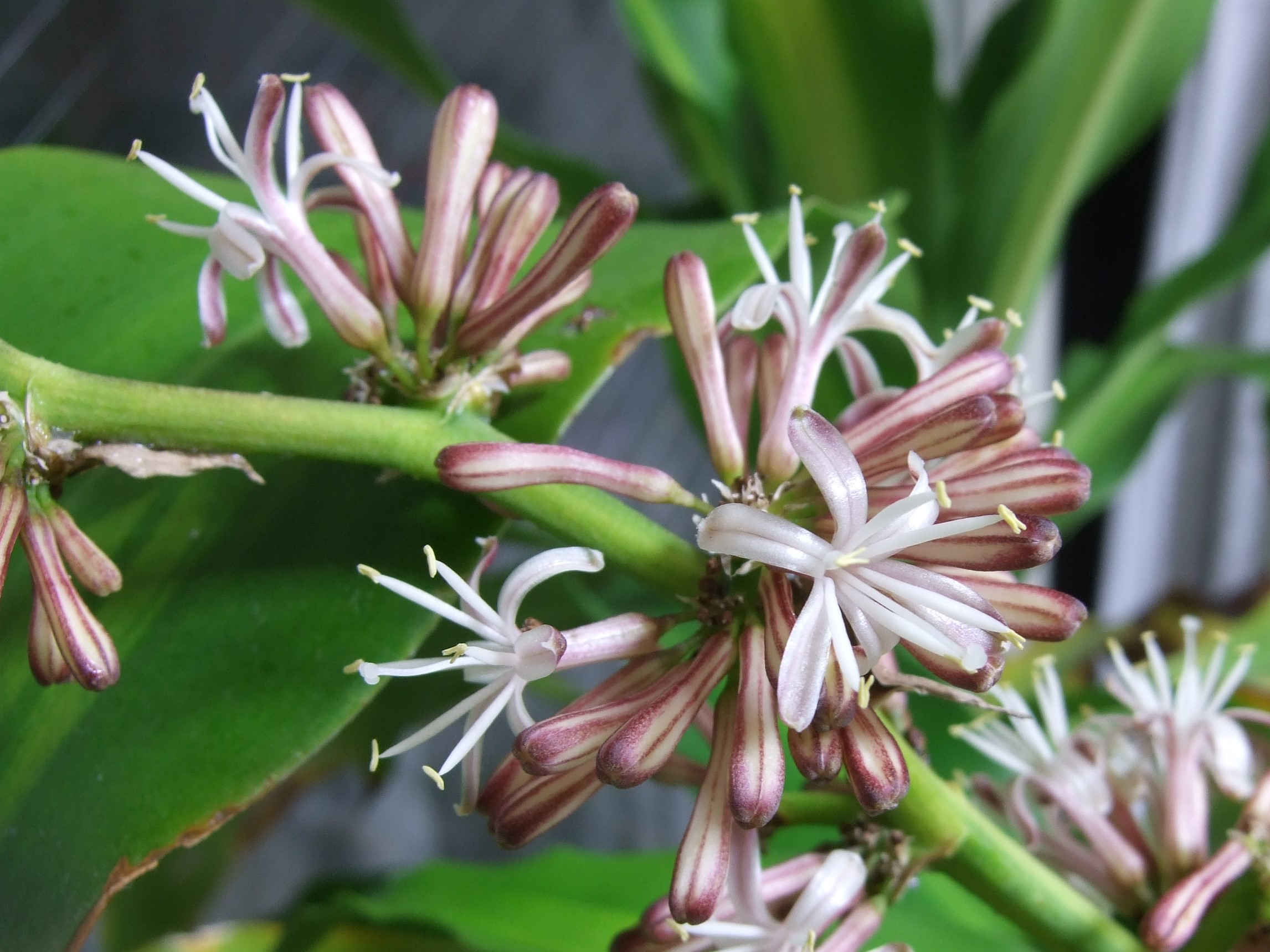
幸福の木の花
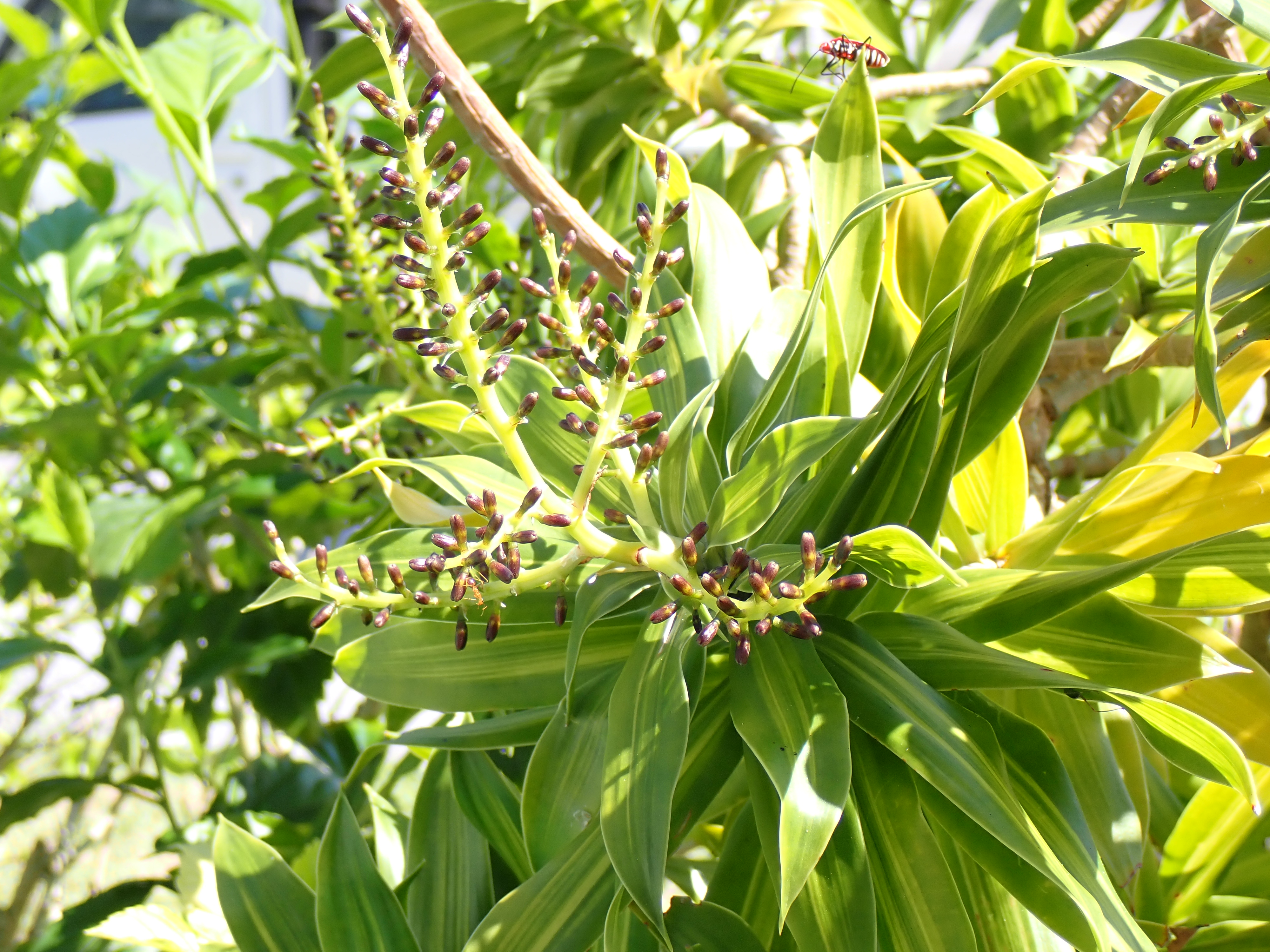
ソング・オブ・ジャマイカの花